# پاتریس اونیل
پاتریس اونیل (به انگلیسی: Patrice O'Neal) (زاده ۷ دسامبر ۱۹۶۹-درگذشته ۲۹ نوامبر ۲۰۱۱) بازیگر، استندآپ کمدین، مجری تلویزیون آمریکایی بود.
از فیلم‌های معروف او می‌توان به بازی در فیلم در برش اشاره کرد.